# Brock Boeser
Brock Boeser (Burnsville, Minnesota, 25 de febrero de 1997), apodado Boes, The Flow, Mr. Sensitive o Sunshine, entre otros, es un jugador profesional estadounidense de hockey sobre hielo que se desempeña en la posición de extremo derecho en Vancouver Canucks, equipo de la National Hockey League (NHL).

## Carrera
Fue seleccionado en la primera ronda en la NHL Entry Draft de 2015. En 2016 hizo su debut profesional con el equipo Vancouver Canucks, donde lleva jugando ocho temporadas.